# Tsilla Hershco
 (mars 2020).
Tsilla Hershco est une historienne et politiste israélienne, détentrice d'un doctorat de l'université Bar-Ilan. 
Elle est spécialiste des relations entre la France et Israël, des relations d'Israël avec l'UE, de la politique proche-orientale française et de l'histoire des Juifs de France. Tsilla Hershco est chercheuse au Centre Begin-Sadate d'études stratégiques de l'Université Bar-Ilan.

## Publications

### Livres
- Entre Paris et Jérusalem, La France, le Sionisme et la création de l’État d’Israël 1945-1949, éditions Honoré Champion, Bibliothèque d’Études juives, 2003 (avec une préface de Shimon Peres) [1]
- Ceux qui marchent dans les ténèbres verront la lumière, la Résistance juive en France, la Shoah et la renaissance d’Israël, 1940-1949, Centre Israël Galili, Yad Tavenkin et Tchirikover, 2003 (en hébreu) [2].

### Contributions
- Préface  dans Paul Benaim, Résurrection d’un État ou L’épopée d’Israël racontée aux 13-20 ans, Éditions Amalthée, 2008
- « Les  Institutions Françaises à  Jérusalem : 1947-1949 », dans Dominique Trimbur, Ran Aaronsohn, De Balfour à Ben Gourion, Les Puissances Européennes et la Palestine, Le Centre de Recherche Français de Jérusalem, Éditions CNRS, mars 2008, p. 407-434
- Jacques Lazarus, Lucien Lazare, Organisation juive de combat, Résistance/sauvetage France 1940-1945, Autrement, 2002, (revue et augmentée 2008), p. 37-41, 117-121, 171-175, 231-233, 245-250, 375-378, 407-408, 415-416

### Travaux de recherche
- France and the crisis in Lebanon : July 2006 - July 2008, Mideast Security and Policy Studies, juillet 2009
- French Policy regarding the Israeli-Arab conflict during the second Intifada, 2000-2005, Mideast Security and Policy studies, juillet 2006

## Vidéos
- Hésitations françaises sur la reconnaissance de l'État d'Israël, conférence, mai 2008
- Hizbullah will fight Israel, interview, Israel Broadcasting Authority News, Jerusalem Post vidéos